# Isac (personaj biblic)

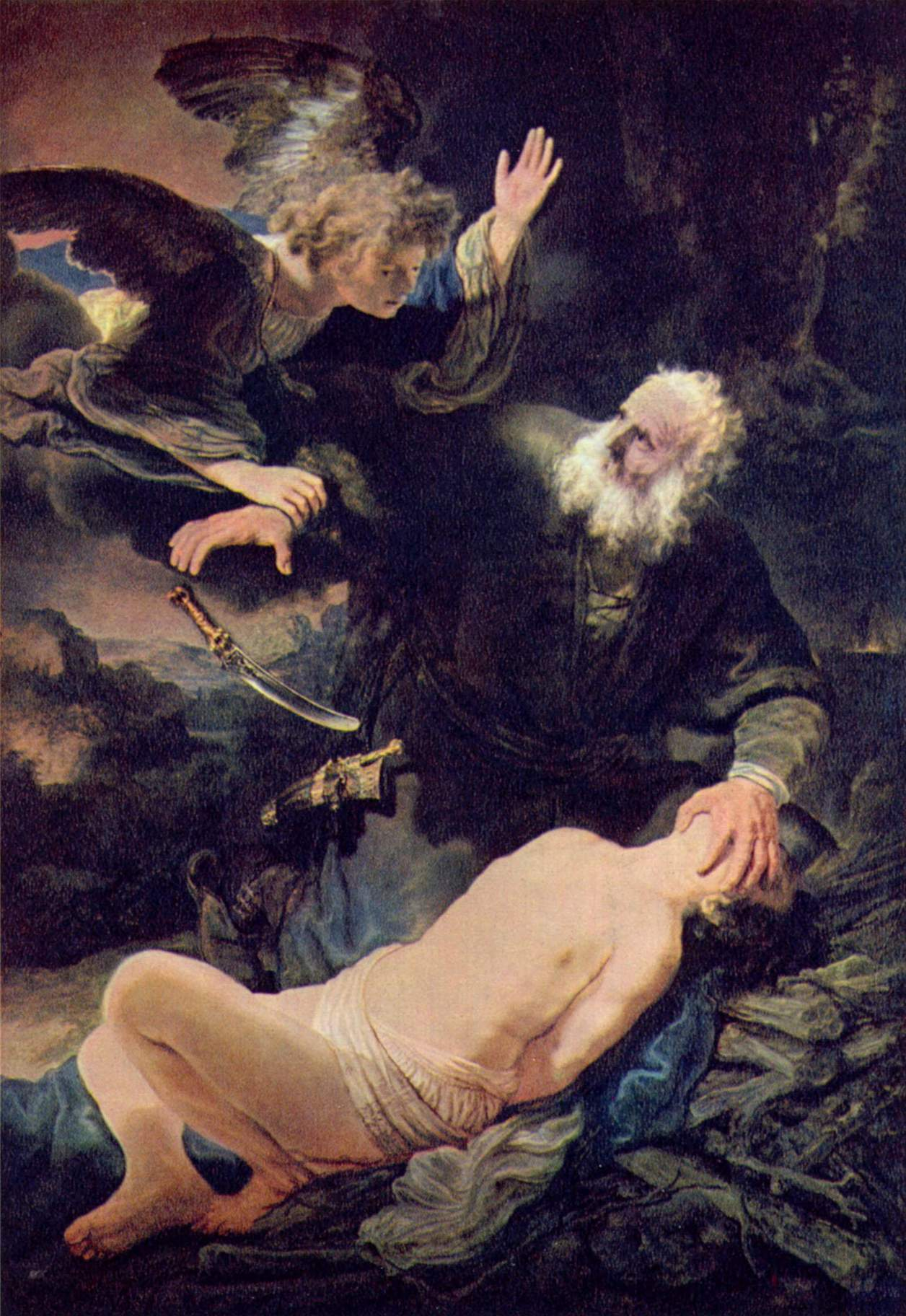
Rembrandt: „Îngerul îl împiedică pe Avraam să-și sacrifice fiul“

Isac (lb. ebraică: יִצְחָק,Itzhak, transcriere standard Yiẓḥaq, tiberiană Yiṣḥāq "el va râde") ; arabă: إسحٰق,ʾIsḥāq ; este un personaj biblic. Conform Genezei, a fost singurul fiu al lui Avraam și al Sarei, soțul Rebecăi și tatăl lui Esau și al lui Iacov. Dintre patriarhi, Isac a fost cel mai longeviv și singurul al cărui nume nu a fost schimbat, precum și singurul care nu a părăsit Canaanul. Comparativ cu ceilalți patriarhi, povestea lui este ceva mai puțin palpitantă; e relatată în Gen. 21.1-7 (nașterea), 22.1-19 (jertfa lui Isaac), 24 (căsătoria cu Rebeca), 25.19-28 (nașterea celor doi copii), 26.1-33 (relația cu regele Avimelekh al filistenilor), 27.1-28.5 (darea binecuvântării), 35.27-29 (moartea).
„Opinia majoritară a cercetătorilor critici ai Bibliei acceptă faptul că de la Geneză până la Iosua (eventual și în Judecători) ea este lipsită în mod substanțial de istorie de încredere și că grosul literaturii Bibliei ebraice a fost compusă sau și-a dobândit forma canonică în perioada persană.”—Philip Davies, Minimalism, "Ancient Israel," and Anti-Semitism
În această privință Lester L. Grabbe afirmă că pe vremea când studia pentru doctorat (cu mai bine de trei decenii în urma anului 2007), „istoricitatea substanțială” a povestirilor Bibliei despre patriarhi și despre cucerirea Canaanului era acceptată pe larg, dar în zilele noastre cu greu se mai poate găsi un istoric care să mai creadă în ea.
Arheologii și istoricii Bibliei au pierdut orice speranță de a dovedi că patriarhii Genezei ar fi fost persoane istorice reale.